# Eduard Parein

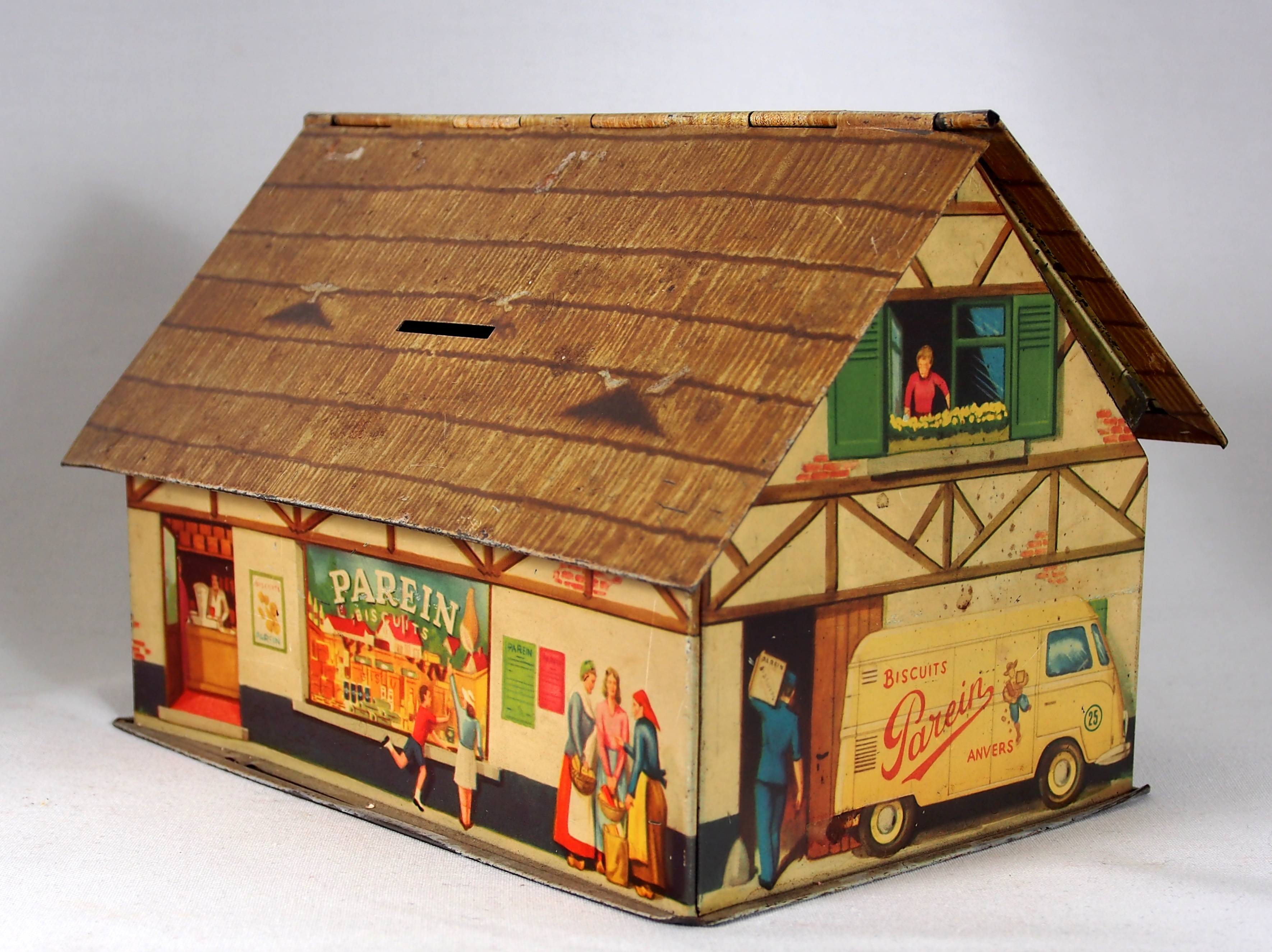
Een tinnen koekblik van Biscuits Parein dat ook als spaarpot dienst kon doen. Aan de gevel ook een typisch bestelwagentje van Parein, met daarop het logo van de Bretoense postbode

Eduard Parein, voluit Louis Eduard Parein (Antwerpen, 19 december 1866 - aldaar, 30 oktober 1925) was een Belgisch koekjesfabrikant en industrieel.
Parein werd bestuurder en later afgevaardigd beheerder van de door zijn vader aangekochte koekjes-chocoladefabriek Cordemans, na 1895 Biscuits Parein die in Antwerpen furore maakte en samen met concurrent De Beukelaer mee verantwoordelijk was voor de bijnaam als koekenstad van Antwerpen.

## Parein
Eduard Joseph Parein, de vader van Eduard Parein, was een Antwerps graanhandelaar die fortuin maakte met de import van Amerikaanse bloem. De ouderdom van de meeste inlandse windmolens maakte dat in die periode de verwerking van graan naar bloem geen hoge kwaliteit opleverde, een kwaliteit die de Amerikaanse import wel bood, in de periode van economische bloei na de Amerikaanse Burgeroorlog. De familiearchieven vermelden dat een groot deel van het familiefortuin in de jaren tachtig van de 19e eeuw ontstond door een misverstand. Een bestelling van een enkel schip met bloem werd door een fout omgezet in een levering van tien schepen bloem. De Belgische waarde van bloem was evenwel in de periode tussen aankoop in de Verenigde Staten en levering per schip in Antwerpen verdrievoudigd. 
De liquide middelen stelden hem in staat zijn patrimonium en zaken uit te breiden, en een bijkomende afzetmarkt voor zijn bloem te verzekeren, door onder meer in 1890 de koekjesfabrikant Cordemans, gevestigd aan de Van der Keilenstraat in Borgerhout over te nemen. Het wordt de werkplek voor de twee zonen van zijn acht kinderen die mee in het bedrijf stappen, Petrus Ludovicus, Pierre genoemd, en Louis Eduard, gekend als Eduard. De koekjesfabriek Cordemans in Borgerhout kampt al direct met een acuut plaatsgebrek, zodat na afloop van de Wereldtentoonstelling van 1894 op het Antwerpse Zuid Eduard Joseph Parein een 2.200 m² groot perceel van de expositiegronden opkoopt, de locatie waar het Algerijnse paviljoen was gevestigd, in de driehoek tussen de huidige Ieperstraat, Brusselstraat en Montignystraat. Op de site wordt een grote koekjesfabriek gebouwd. 
Samen met de ingebruikname van de fabriek in 1895 wordt ook de merknaam Cordemans opgegeven en besturen Eduard en Pierre, samen met Jules Plissart de Biscuits Parein.  Enkel het logo van Cordemans, een Bretoense postbode met bruine hoed met brede randen, een rood vest over een wit hemd en een blauwe knickerbocker, werd overgenomen onder de nieuwe merknaam en zou mits enkele stilistische aanpassingen tot 1958 in gebruik blijven op de verpakkingen van het merk en de vrachtwagens. Eduard wordt in 1908 de afgevaardigd bestuurder van de zaak en bouwt de koekjesfabriek uit tot een internationale industriële groep. Het is met name zijn broer Pierre die de internationale verkoop opvolgt.
Als reactie op een productlancering door concurrent De Beukelaer van de traditionele Boudoir, reageert Parein in 1920 met de Madeira, eveneens een koekje dat in koffie of thee kon gedrenkt worden zonder uiteen te vallen, maar met een iets afwijkende vorm van de traditionele lange vinger. In 1923 lanceert Parein de Cent Wafer, een koekje dat werd verkocht voor een Belgische cent. Het bestand uit vijf dunne wafertjes met tussenliggend een chocoladevulling.
Eduard Parein overleed in 1925, slechts een half jaar na het overlijden van zijn vader. Beiden liggen begraven op de begraafplaats van Berchem.

## Nalatenschap

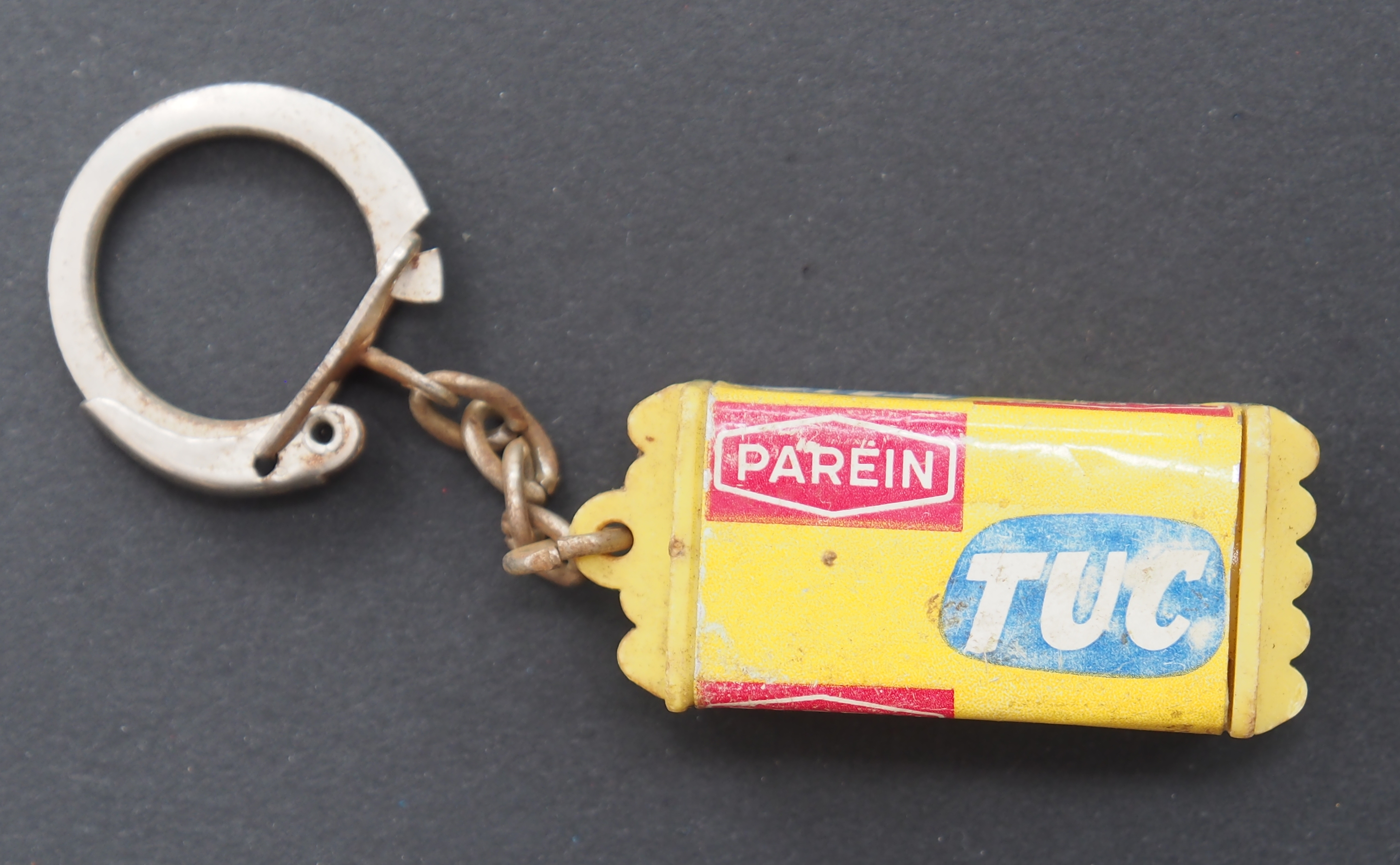
sleutelhanger van Parein in de vorm van een verpakking TUC crackers

Het bedrijf bleef tot 1965 in familie-eigendom door opvolging van vader op zoon. Zoon Paul nam de leiding over van vader Eduard. Hij werd op zijn beurt opgevolgd door zijn zoon Louis die aan het roer bleef tot 1965. 
Biscuits Parein wist een jonge illustrator aan te trekken die voor het bedrijf eind jaren twintig en begin jaren dertig enkele reclameaffiches ontwierp, het gaat om de wereldberoemde Hergé. Het productgamma werd ook regelmatig vernieuwd en uitgebreid. In 1952 werd de bastognekoek (merknaam  Bastogne) gelanceerd, als eerbetoon aan de Slag om Bastogne acht jaar eerder. In 1958 lanceerde Louis Parein het merk TUC voor een zoute cracker waarvoor hij in 1957 in opdracht van zijn vader Paul inspiratie opdeed in de Verenigde Staten. In 1959 bedacht Paul Parein de Cha-Cha, het was wel zoon Louis die de wereldwijd geregistreerde en verspreide naam bedacht.
De productiesite van Antwerpen-Zuid werd te krap, en voor de productie van de Bastogne en de TUC bouwde Biscuits Parein een nieuwe productiesite in Beveren-Waas. Die fabriek, geopend in 1963, zou ook onder het tijdperk van General Biscuits en LU verder in gebruik blijven tot in eigendom van Danone in 2001 besloten werd alle productie naar Herentals te verhuizen. Beveren-Waas sloot in 2003. De NV Breevast verwierf in 2005 de site om het als nieuwe kmo-zone te ontwikkelen. Op 1 mei 2009 opende het Parein Retailpark er de deuren.
In 1965 kwam het tot een fusie tussen grote Antwerpse concurrenten Biscuits Parein en Biscuits De Beukelaer en beide gingen voortaan verder als General Biscuits. Na de fusie verhuisde ook de productie van Antwerpen-Zuid naar de vijf jaar eerder door De Beukelaer geopende grote productiesite in Herentals. De fabriek in Beveren-Waas bleef ook nog enkele decennia actief.
De productiesite van Biscuits Parein, in gebruik van 1895 tot 1965 in Antwerpen-Zuid, werd eerst omgebouwd tot kantoorruimte voor de Ippa Bank en bleef nadien in leegstand staan tot in het begin van de 21e eeuw toen ze deel per deel plaats moesten ruimen voor de uitbouw van Campus Zuid van de Karel de Grote Hogeschool.